# 福知山成美高等学校
福知山成美高等学校（ふくちやませいびこうとうがっこう）は、京都府福知山市堀水内に所在する私立高等学校である。「福知山成美」や「成美高校」とも呼ばれる。
2000年（平成12年）に福知山商業高等学校（ふくちやましょうぎょうこうとうがっこう）から改名された。

## 概要
京都府に位置しているが、隣接する兵庫県から通学する生徒も多いほか、寮もあるために遠方からの進学者も多い。野球やサッカーなど、全国大会に進出する部活動もある。
長らく男子校であったが生徒減少により2000年（平成12年）に一部共学とし、2010年（平成22年）に完全共学となった。併設校であった成美大学は2016年に福知山公立大学に移行し、併設校ではなくなった。成美大学短期大学部は募集停止により運営終了となった。

## 教育理念
- 真 - 真理を究めるために、一生懸命勉強すること
- 善 - 正義と平和を推し進める力を養うこと
- 美 - 心身・環境・生活の美化整頓につとめること

## 校歌
- 作詞 - 足立萬里
- 作曲 - 本田周司

## 校風
前身が男子校であり、現在でも男子のほうが女子よりも多い。後述の野球部のように、部活動が盛んである。毎年の伝統（恒例）として、体育祭では体力・精神力（特に協調性）などを身につけるため、男子1・2年生による「エッサッサ」体操が行われていた（2010年度以降は行われていない）。
修学旅行の行き先はハワイであったが、2011年度よりクラスごとの選択制となった後にそれを止め、グアムとなった。なお、2017年12月は北朝鮮からのミサイル発射予告の影響で生徒の安全確保を第一に考え、同年9月に台湾に変更された。

## 学科
普通科と商業科があり、普通科は複数のコース・クラスが設置されている。2017年卒業生の進学率は約75%（大学進学率は約48%）だった。
- 普通科
  - アカデミーコース
  - 国際コース
  - 進学コース
  - 普通コース
- 商業科
  - 情報コース

アカデミーコース
難関大学進学を目指すクラス。通常授業の他にも放課後補習、土曜補習を実施している。
2022年合格実績は大阪大学、東京工業大学、国立大学医学部など京都府北部で有数の実績を誇る。
過去には、東京大学をはじめとする難関大学への合格実績が多数ある。
国際コース
英語を重視するカリキュラムが組まれる文系である。6か月または1年の海外留学をする人がいる。また、毎年海外からの留学生の受け入れもある。
進学コース
勉強と部活動の両立で大学や専門学校への進学を目指す。進学コース以下しか指定校推薦を使うことができない（進学コースを含む）。そのため、毎年一定数上位コースから下位コースへ下がる生徒がいる。
普通コース
基礎的な学習能力を身につけつつ、部活動やさまざまな活動にチャレンジするコース。
情報コース
このコースのみ商業科（他のコースは普通科）。商業の勉強が多い。また、経営の専門を目指す。マーケティングや簿記など特徴のある授業が多い。資格の取得にチャレンジする。

## 沿革
- 1871年 - 前身となる私塾『愛花草舎』が創立
- 1948年 - 学制改革により、福知山商業高等学校が成立する。この時点では男女共学。
- 1956年 - 普通科を増設。
- 1957年 - 法律の改正により、財団法人福知山成美会を学校法人成美学苑に改称。女子生徒を福知山女子高等学校に移籍し男子校に。
- 1996年 - 学科再編。
- 1999年 - 第81回全国高等学校野球選手権大会初出場
- 2000年 - 一部学科で男女共学化、福知山成美高校に校名変更。
- 2006年 - 第88回全国高等学校野球選手権大会7年ぶり2回目出場（ベスト8）、第85回全国高等学校サッカー選手権大会初出場
- 2007年 - コース改編
- 2008年 - 第90回全国高等学校野球選手権記念大会2年ぶり3回目出場
- 2009年 - 第81回選抜高等学校野球大会初出場、女子硬式野球部創部
- 2011年 - 福知山女子高校を統合。コース改編。
- 2013年 - 第95回全国高等学校野球選手権大会5年ぶり4回目出場
- 2014年 - 第86回選抜高等学校野球大会5年ぶり2回目出場（ベスト8）
- 2019年 - 第91回選抜高等学校野球大会5年ぶり3回目出場

## 部活動

### 男子硬式野球部
- 福知山商業高校時代の1999年夏（第81回）に春夏通じて初出場。1回戦の盛岡中央戦で6-2で甲子園初勝利を挙げた。2回戦では柏陵と対戦し1-3で敗退した。
- 2006年夏（第88回）に7年ぶり2回目の夏の出場を果たした。1回戦の愛工大名電戦で6-4、2回戦の静岡商戦で4-0、3回戦の熊本工戦で6-3と勝ち進みベスト8へ進出。準々決勝の鹿児島工戦で2-3（延長10回）で敗北したものの、府内の京都市以外の高校としては初めての準々決勝への進出であった。
- 2008年は春の近畿大会で優勝。夏は第90回に2年ぶり3回目の出場を果たしたが、初戦の2回戦で常葉菊川に1-2で敗退した。
- 2009年春、第81回選抜高等学校野球大会に初出場。1回戦の国士舘戦で5-2（延長15回）で勝利。2回戦でその大会の優勝校である清峰に0-1で敗退した。
- 2013年夏、第95回全国高等学校野球選手権大会に5年ぶり4回目の夏の出場を果たしたが、1回戦の沖縄尚学戦で7-8で敗退した。
- 2014年春、第86回選抜高等学校野球大会に5年ぶり2回目の出場を果たした。1回戦の山梨学院戦で6-2、2回戦の神村学園戦で12-0と勝ち進みベスト8進出を果たした。準々決勝では履正社と対戦し2-6で敗退し、春夏通じて初のベスト4進出はならなかった。
- 2019年春、第91回選抜高等学校野球大会に5年ぶり3回目の出場を果たしたが、1回戦の筑陽学園戦で2-3で敗退した。

### 女子硬式野球部
- 2009年に全国6校目となる女子硬式野球部が創部された。監督は元日本代表主将の長野恵利子。
- 2011年に開催されたプロチームも参加する第1回女子野球ジャパンカップで準優勝。
- 2012年に開催された第13回全国高等学校女子硬式野球選抜大会で準優勝。第5回JABA子規記念杯で優勝[2]。
- 2014年に開催された第18回全国高等学校女子硬式野球選手権大会で初優勝。

### 男子サッカー部
- 2006年には全国高等学校サッカー選手権大会（冬の国立）初出場を果たした[3]。
- 2011年に初のインターハイ出場を決める[3]。

### 女子ビーチバレーボール部
- バレーボール部は全国的にも珍しいビーチバレーコートを学校内に設けている。ビーチバレーの全国大会で優勝経験がある[4]。

## アクセス
- 福知山駅（JR西日本・京都丹後鉄道）より徒歩約25分。
- 福知山駅前より京都交通バス（堀循環線）で「成美高校前」下車すぐ。

## 著名な出身者

### プロ野球
- 大原秉秀 - 元プロ野球選手（東京ヤクルトスワローズ）
- 日下部光 - プロ野球選手（SHIGA HIJUMPS監督兼任）
- 桑原将志 - プロ野球選手（横浜DeNAベイスターズ）
- 島本浩也 - プロ野球選手（阪神タイガース）
- 柳田殖生 - 元プロ野球選手（横浜DeNAベイスターズ）
- 矢野広将 - 元プロ野球選手（富山GRNサンダーバーズ）
- 横山徹也 - 元プロ野球選手（東北楽天ゴールデンイーグルス）

### 女子野球
- 金山亜莉紗 - 元女子プロ野球選手（京都フローラ）
- 古谷恵菜 - 女子プロ野球選手（京都フローラ）
- 大串桃香 - 元女子プロ野球選手（京都フローラ）
- 黒長桃可 - 女子プロ野球選手（レイア）
- 森若菜 - 女子プロ野球選手
- 白石美優 - 女子プロ野球選手（愛知ディオーネ）
- 田中亜里沙 - 女子プロ野球選手（京都フローラ）

### サッカー
- 大槻周平 - サッカー選手
- 岡山和輝 - サッカー選手
- オリオラ・サンデー - サッカー選手
- ローレンス・ディビット - サッカー選手
- ウボング・リチャード・マンデー - サッカー選手

### お笑い芸人
- ぶっちゃあ - お笑い芸人（ブッチャーブラザーズ）
- 千原せいじ - お笑い芸人 （千原兄弟）

### その他
- YO-HEY - プロレスラー
- 石坪聖野 - ビーチバレー選手
- 角谷建耀知 - 起業家、経営者 （わかさ生活）※福知山商業学校
- 多田文昌 - 美術家